# Aardschokdag
Aardschokdag was een muziekfestival op initiatief van hardrock- en heavy metaltijdschrift Aardschok. Op zaterdag 30 januari 1982 werd de eerste Aardschokdag georganiseerd in de Effenaar in Eindhoven. De laatste editie was op 25 april 1999 in de Maaspoort in 's-Hertogenbosch.
Op de Aardschokdag trad een mix van bekende en minder bekende metalbands op en het festival genoot aanzien in binnen- en buitenland. Verschillende edities van het festival, (vanaf 1984) georganiseerd door concertorganisator Mojo Concerts, vonden plaats in verschillende Nederlandse steden, zoals Eindhoven, Zwolle en Arnhem. Bezoekersaantallen liepen uiteen van 1200 (1982) tot 6000 (1988). Naast minder bekende bands uit binnen- en buitenland stonden er ook reeds gevestigde namen op de agenda, zoals Metallica, Megadeth, Anthrax, Accept en Queensrÿche.

## Edities
1982
Headliner Bitches Sin zegt drie dagen van tevoren af. De plaats op de affiche wordt overgenomen door Picture. Vandale, Crossfire en Impact completeren de line-up.
1983
Venom zou als headliner optreden tijdens deze tweede Aardschokdag. De band moest vlak voor het festival het optreden echter afzeggen, omdat hun spullen niet over de grens mochten bij Canada. Accept speelde die avond in de plaats van Venom, maar de mannen konden het niet laten die avond toch nog het podium op te gaan om uit te leggen waarom ze zelf niet konden spelen.
1985
Dit jaar was er geen Aardschokdag, omdat Yngwie Malmsteen, de headliner van dat jaar, afzegde. Er kwam geen vervanging.
1986
In april werd in Eindhoven een kleine Aardschokdag georganiseerd, voor ongeveer 1500 bezoekers. Het was de bedoeling dat in oktober weer een groot festival gehouden zou worden met Metallica als hoofdact. De band verloor echter iets daarvoor bassist Cliff Burton in een busongeluk. Het wegvallen van Metallica werd in eerste instantie opgevangen door het aantrekken van Metal Church, maar vanwege te hoge financiële eisen van Slayer werd het festival door organisator Mojo Concerts alsnog geannuleerd.
1988 Bijna zesduizend mensen uit Nederland, België en Duitsland zijn in de IJsselhallen in Zwolle getuige van optredens van bands als Megadeth, Testament en Flotsam & Jetsam.
| Jaar | Datum       | Stad             | Locatie       | Bands | Bezoekersaantal |
| ---- | ----------- | ---------------- | ------------- | --- | --------------- |
| 1982 | 30 januari  | Eindhoven        | Effenaar      | Picture, Vandale, Crossfire, Impact                                                                            | 1200            |
| 1983 | 25 juni     | 's-Hertogenbosch | Brabanthallen | Accept, Mercyful Fate, Raven, Vandenberg, Trance                                                               |                 |
| 1984 | 11 februari | Zwolle           | IJsselhallen  | Metallica, Venom, Mercyful Fate, Horizon, Tokyo Blade, Savage                                                  |                 |
| 1986 | 20 april    | Eindhoven        | Karregat      | Helloween, King Diamond, Agent Steel, Lääz Rockit, Avalon                                                      | 1500            |
| 1987 | 8 februari  | Zwolle           | IJsselhallen  | Metallica, Anthrax, Celtic Frost, Metal Church, Crimson Glory, Lääz Rockit                                     |                 |
| 1988 | 29 mei      | Zwolle           | IJsselhallen  | Megadeth, Testament, Flotsam & Jetsam, Nuclear Assault, Vicious Rumors, Sanctuary                              | 6000            |
| 1989 | 29 april    | Arnhem           | Rijnhal       | Queensrÿche, Vengeance, Crimson Glory, Flotsam & Jetsam, House of Lords, Leatherwolf, Wolfsbane                |                 |
| 1992 | 12 april    | Arnhem           | Rijnhal       | Sepultura, Love/Hate, Fear of God, Scäm Luiz, Fudge Tunnel, Tattooed Love Boys, Dawn Crosby/Wrathchild America |                 |
| 1993 | 31 oktober  | Arnhem           | Rijnhal       | Dream Theater, Paradise Lost, Channel Zero, Warrior Soul, Freak of Nature, Riverdogs, Damn the Machine         |                 |
| 1999 | 25 april    | 's-Hertogenbosch | Maaspoort     | o.a. Dare, Annihilator, Grip Inc.                                                                              |                 |